# Видигал, Бету
Норберту Деолинду Видигал (порт. Norberto Deolindo Vidigal; 9 июня 1964, Уила — 19 декабря 2019, Ароншиш), более известный как Бету Видигал (порт. Beto Vidigal) — ангольский футболист и тренер.

## Карьера
Бету является воспитанником футбольного клуба «Элваш», в составе которого в 1996 году завоевал путёвку в высший дивизион чемпионата Португалии.
После пяти сезонов, проведённых во второй португальской лиге за «Лолетану» и «Униан Лейрию», Бету вернулся в «Элваш». Спустя три года, в течение которых он защищал цвета «Элваша», Навала и Вила-Реала, в возрасте 39 лет решил завершить свою карьеру игрока.

## Личная жизнь
У Видигала четыре сестры и восемь братьев, среди которых четверо — Жозе Луиш, Литу, Тони и Жоржи Филипе — также играли за португальские футбольные клубы. Первый, помимо прочего, выступал на международном уровне за сборную Португалии.